# La grande festa (singolo)
La grande festa è un singolo dei Pooh, uscito come anteprima dell'antologia La grande festa.

## Il singolo
Il singolo, scritto da Valerio Negrini e messo in musica da Roby Facchinetti, annuncia la grande festa del gruppo che compie 40 anni di carriera e si vuole chiamare a raccolta il popolo dei Pooh immenso e grande che li ha seguiti ed è cresciuto dal 1966.

## Formazione
1. Roby Facchinetti: voce, pianoforte e tastiere.
2. Dodi Battaglia: voce e chitarra.
3. Red Canzian: voce e basso.
4. Stefano D'Orazio: voce e batteria.

## Videoclip
Il video è stato girato a Verona.